# فهرست بانک‌های ایران
فهرست بانک‌های ایران فهرستی از بانک‌ها و مؤسسات مالی غیر بانکی ایران است. طبق قانون تمامی بانک‌ها و مؤسسات مالی رسمی تحت نظارت و مجوز بانک مرکزی جمهوری اسلامی ایران فعالیت دارند.

## بانک‌های دولتی
| ردیف | نام                     | کل دارایی (ه.م.ت) | کل ارزش (ه.م.ت) | تأسیس | نئوبانک‌   | منابع |
| ---- | ----------------------- | ----------------- | --------------- | ----- | --------- | ----- |
| ۱    | بانک سپه                | ۱٫۰۰۰۱۴۰۲         | نامشخص          | ۱۳۰۴  | امید بانک | [ ۲ ] |
| ۲    | بانک ملی ایران          | نامشخص            | نامشخص          | ۱۳۰۷  | بام       | [ ۲ ] |
| ۳    | بانک مسکن               | نامشخص            | نامشخص          | ۱۳۱۷  |           | [ ۲ ] |
| ۴    | پست بانک ایران          | نامشخص            | نامشخص.         | ۱۳۷۵  |           |       |
| ۵    | بانک کشاورزی            | نامشخص            | نامشخص          | ۱۳۱۲  | باران     |       |
| ۶    | بانک توسعه تعاون        | نامشخص            | نامشخص          | ۱۳۸۸  |           |       |
| ۷    | بانک صنعت و معدن        | نامشخص            | نامشخص          | ۱۳۵۸  |           |       |
| ۸    | بانک توسعه صادرات ایران | نامشخص            | نامشخص          | ۱۳۷۰  |           |       |

## بانک‌هایسهامی عام
| ردیف | نام             | نمادِ بورسی/فرابورسی | سهامداری دولت (٪) | کل دارایی | کل ارزش | تأسیس | توضیح | نئوبانک‌        |
| ---- | --------------- | ------------------- | ----------------- | --------- | ------- | ----- | --- | -------------- |
| ۱    | اقتصاد نوین     | ونوین               | ــــ              |           |         | ۱۳۸۰  | | فوربیکس        |
| ۲    | ایران زمین      | ایران زمین          | ــــ              |           |         | ۱۳۸۹  | در تاریخ ۲۱ اسفند ۱۳۸۹ تاسیس شده است. سهام بانک در تاریخ ۲۵ اسفند ۱۳۸۹ در فرابورس پذیرفته و از تاریخ ۵ مهر ۱۳۹۰ در فهرست تابلوی قیمت‌های بورس قرار گرفته است. در حال حاضر در بازار سوم فرابورس است. | فراز بانک      |
| ۳    | پارسیان         | وپارس               | ــــ              |           |         | ۱۳۸۲  | |                |
| ۴    | پاسارگاد        | وپاسار              | ــــ              |           |         | ۱۳۸۴  | | ویپاد          |
| ۵    | پست بانک ایران  | وپست                | ۵۰.۹۹             |           |         | ۱۳۷۵  | |                |
| ۶    | تجارت           | وتجارت              | ۱۰.۱۴             |           |         | ۱۳۵۸  | | باجت           |
| ۷    | خاورمیانه       | وخاور               | ـــــ             |           |         | ۱۳۹۰  | | بانکینو        |
| ۸    | دی              | دی                  | ــــ              |           |         | ۱۳۸۹  | |                |
| ۹    | سامان           | سامان               | ــــ              |           |         | ۱۳۸۱  | | بلوبانک        |
| ۱۰   | سرمایه          | سمایه               | ـــ               |           |         | ۱۳۸۴  | |                |
| ۱۱   | سینا            | وسینا               | ــــ              |           |         | ۱۳۸۷  | | سیبانک         |
| ۱۲   | شهر             | وشهر                | ــــ              |           |         | ۱۳۸۸  | | همراه شهر پلاس |
| ۱۳   | صادرات          | وبصادر              | ۸.۷۱٪             |           |         | ۱۳۳۱  | | سپینو          |
| ۱۴   | قرض‌الحسنه رسالت | وسالت               |                   |           |         |       | |                |
| ۱۵   | کارآفرین        | وکار                | ـــــ             |           |         | ۱۳۷۹  | | های بانک       |
| ۱۶   | گردشگری         | وگردش               | ـــ               |           |         | ۱۳۸۹  | | توبانک         |
| ۱۷   | ملت             | وبملت               | ۱۱.۱۶             |           |         | ۱۳۵۹  | طبق مصوّبهٔ ۲۹ آذر ۱۳۵۸ مجمع عمومی بانک‌ها، بانک ملت از ادغام ۱۰ بانک تجاری ایران تشکیل شد. | مگابانک        |

## بانک‌هایسهامی خاص
پس از انقلاب ۵۷ در خرداد ۱۳۵۸ شورای انقلاب لایحه‌ای را تصویب کرد که بر اساس آن نظام بانکی کشور ملی شُد و همچنین بر اساس اصل ۴۴ قانون اساسی، دولتی اعلام شدند، اما رفته رفته تأسیس مؤسسه‌های مالی و اعتباری از سال ۱۳۷۶ زمینه‌ساز تأسیس بانک‌های خصوصی شد. نهایتاً بانک مرکزی در اسفند ۱۳۷۷ موافقت خود را با تأسیس بانک‌های خصوصی اعلام کرد.
| ردیف | نام                        | کل دارایی | کل ارزش | تأسیس | توضیح | نئوبانک‌         |
| ---- | -------------------------- | --------- | ------- | ----- | --- | --------------- |
| ۱    | آینده                      | ۱۰۰۰۰     |         | ۱۳۹۱  | بر اساس مصوبه شماره ۱۱۳۷ شورای پول و اعتبار ار ادغام بانک تات، مؤسسه اعتباری صالحین و مؤسسه اعتباری آتی در تیرماه ۱۳۹۱ تاسیس شده است. | آبانک           |
| ۲    | بانک مشترک ایران و ونزوئلا |           |         | ۱۳۸۴  | بر اساس موافقت‌نامه مورخ ۲۱ اسفند ۱۳۸۳ منقد شُده میان نمایندگان دو کشور و مستند به «قانون قرارداد جامع همکاری بین دولت جمهوری اسلامی ایران و جمهوری بولیواری ونزوئلا» تاسیس شده است. به موجب موافقتنامه منعقد شده در تاریخ ۲۸ آبان ۱۳۸۶ بین نمایندگان دو کشور و با کسب اجازه از بانک مرکزی جمهوری اسلامی ایران در تاریخ ۵ بهمن ۱۳۸۸ در اداره کل ثبت شرکت‌ها به ثبت رسید و فعالیت رسمی خود را آغاز کرد. |                 |
| ۳    | قرض‌الحسنه مهر ایران        |           |         | ۱۳۸۶  | با سرمایه ۱۵ هزار میلیارد ریال و با مشارکت بانک‌های دولتی توسط رئیس جمهور وقت در تاریخ ۲۲ آذر ۱۳۸۶ افتتاح شُد. | بانکت - کیوبانک |
| ۴    | رفاه کارگران               |           |         | ۱۳۳۹  | عملیات خود را از ۱۳۴۰ با افتتاح شعبه مرکزی در تهران و شعبه اصفهان آغاز کرد. سرمایه اولیه ۴۰۰ میلیون ریال و از سوی سازمان تامین اجتماعی تامین شُد. در مهر ۱۳۹۰ شورای پول و اعتبار اساسنامه جدید بانک را تصویب و در ۲۰ خرداد ۱۳۹۱ با ثبت این سامانه در اداره ثبت شرکت‌ها و موسسات غیر تجاری بانک، رفاه رسما خصوصی شُد.                                                                                   | فرارفاه         |

## مؤسسات مالی غیر بانکی
| ردیف | نام    | نماد بورسی | کل دارایی | کل ارزش | تأسیس | توضیح                                              | منبع  | نئوبانک‌ |
| ---- | ------ | ---------- | --------- | ------- | ----- | -------------------------------------------------- | ----- | ------- |
| ۱    | کاسپین | وکاسپی     |           |         | ۱۳۹۴  | در ۱۸ بهمن ۱۴۰۲ منحل شد.                           | [ ۴ ] |         |
| ۲    | ملل    | وملل       |           |         | ۱۳۹۰  | تأسیس در سال ۱۳۶۶ با نام «صندوق قرض‌الحسنه عسكريه». | [ ۴ ] | متابانک |
| ۳    | نور    | ونور       |           |         | ۱۳۹۲  | در ۱۱ آذر ۱۴۰۲ به بانک ملی انتقال یافت.            | [ ۴ ] |         |

## بانک‌ها و مؤسسات مالی غیرفعال
| ردیف | نام                                       | تأسیس | انحلال | دلیل توقف فعالیت                            | توضیحات                                                                                                  | منبع |
| ---- | ----------------------------------------- | ----- | ------ | ------------------------------------------- | --- | ---- |
| ۱    | بانک انصار                                | ۱۳۸۹  | ۱۳۹۷   | ادغام در بانک سپه                           | مُنحل شُده در ۱۱ اسفند ۱۳۹۷، بر اساس مصوبات شورای پول و اعتبار و شورای عالی هماهنگی اقتصادی (سران سه قوه). |      |
| ۲    | بانک ایرانشهر                             |       |        | ادغام در بانک تجارت                         | بعد از ملی شدن بانک‌ها توسط شورای انقلاب در خرداد ۱۳۵۸، در بانک تجارت ادغام شد.                           |      |
| ۳    | بانک ایرانیان                             |       |        | ادغام در بانک تجارت                         | بعد از ملی شدن بانک‌ها توسط شورای انقلاب در خرداد ۱۳۵۸، در بانک تجارت ادغام شد.                           |      |
| ۴    | بانک اقتصادی ایران                        | ۱۳۳۸  | ۱۳۴۱   | ـــ                                         | ـــ |      |
| ۵    | بانک ایران و عرب                          |       |        | ادغام با چند بانک دیگر و ایجاد بانک ملت     | بعد از ملی شدن بانک‌ها توسط شورای انقلاب در خرداد ۱۳۵۸، با ادغام در چند بانک‌ دیگر، بانک ملت ایجاد شُد.     |      |
| ۶    | بانک ایرن و غرب                           | ۱۳۳۸  | ۱۳۴۳   | تغییر نام به بانک «اعتبارات تعاونی و توزیع» | |      |
| ۷    | بانک ایران و خاورمیانه                    |       |        | ادغام در بانک تجارت                         | بعد از ملی شدن بانک‌ها توسط شورای انقلاب در خرداد ۱۳۵۸، در بانک تجارت ادغام شد.                           |      |
| ۸    | بانک اعتبارات ایران                       |       |        | ادغام در بانک تجارت                         | بعد از ملی شدن بانک‌ها توسط شورای انقلاب در خرداد ۱۳۵۸، در بانک تجارت ادغام شد.                           |      |
| ۹    | بانک برنامه                               | ۱۳۲۸  | ۱۳۵۸   |                                             | |      |
| ۱۰   | بانک بازرگانی ایران                       | ۱۳۲۸  | ۱۳۵۸   | ادغام در بانک تجارت                         | بعد از ملی شدن بانک‌ها توسط شورای انقلاب در خرداد ۱۳۵۸، در بانک تجارت ادغام شد.                           |      |
| ۱۱   | بانک بیمه‌ی ایران                          |       |        | ادغام با چند بانک دیگر و ایجاد بانک ملت     | بعد از ملی شدن بانک‌ها توسط شورای انقلاب در خرداد ۱۳۵۸، با ادغام در چند بانک‌ دیگر، بانک ملت ایجاد شد.     |      |
| ۱۲   | بانک بین‌المللی ایران                      |       |        | ادغام با چند بانک دیگر و ایجاد بانک ملت     | بعد از ملی شدن بانک‌ها توسط شورای انقلاب در خرداد ۱۳۵۸، با ادغام در چند بانک‌ دیگر، بانک ملت ایجاد شد.     |      |
| ۱۳   | بانک بین‌المللی ایران و ژاپن               |       |        | ادغام در بانک تجارت                         | بعد از ملی شدن بانک‌ها توسط شورای انقلاب در خرداد ۱۳۵۸، در بانک تجارت ادغام شد.                           |      |
| ۱۴   | بانک پارس                                 | ۱۳۲۹  | ۱۳۵۸   | ادغام با چند بانک دیگر و ایجاد بانک ملت     | بعد از ملی شدن بانک‌ها توسط شورای انقلاب در خرداد ۱۳۵۸، با ادغام در چند بانک‌ دیگر، بانک ملت ایجاد شد.     |      |
| ۱۵   | بانک تهران                                | ۱۳۳۲  | ۱۳۵۸   | ادغام با چند بانک دیگر و ایجاد بانک ملت     | بعد از ملی شدن بانک‌ها توسط شورای انقلاب در خرداد ۱۳۵۸، با ادغام در چند بانک‌ دیگر، بانک ملت ایجاد شد.     |      |
| ۱۶   | بانک تجارت خارجی                          |       |        | ادغام با چند بانک دیگر و ایجاد بانک ملت     | بعد از ملی شدن بانک‌ها توسط شورای انقلاب در خرداد ۱۳۵۸، با ادغام در چند بانک‌ دیگر، بانک ملت ایجاد شد.     |      |
| ۱۷   | بانک تجارتی ایران و هلند                  | ۱۳۳۷  | ۱۳۵۸   | ادغام در بانک تجارت                         | بعد از ملی شدن بانک‌ها توسط شورای انقلاب در خرداد ۱۳۵۸، در بانک تجارت ادغام شد.                           |      |
| ۱۸   | بانک حکمت ایرانیان                        | ۱۳۸۹  | ۱۳۹۷   | ادغام شُده در بانک سپه                       | منحل شده در ۱۱ اسفند ۱۳۹۷، بر اساس مصوبات شورای پول و اعتبار و شورای عالی هماهنگی اقتصادی (سران سه قوه). |      |
| ۱۸   | بانک داریوش                               | ۱۳۵۲  | ۱۳۵۸   | ادغام با چند بانک دیگر و ایجاد بانک ملت     | بعد از ملی شدن بانک‌ها توسط شورای انقلاب در خرداد ۱۳۵۸، با ادغام در چند بانک‌ دیگر، بانک ملت ایجاد شد.     |      |
| ۱۹   | بانک رهنی ایران                           | ۱۳۱۷  | ۱۳۵۸   | ادغام در بانک مسکن                          | بعد از ملی شدن بانک‌ها توسط شورای انقلاب در خرداد ۱۳۵۸، با ادغام در چند بانک‌ دیگر، بانک مسکن ایجاد شد.    |      |
| ۲۰   | بانک شاهنشاهی ایران (بانک ایران و انگلیس) | ۱۲۶۷  | ۱۳۵۸   | ادغام در بانک تجارت                         | بعد از ملی شدن بانک‌ها توسط شورای انقلاب در خرداد ۱۳۵۸، در بانک تجارت ادغام شد.                           |      |
| ۲۱   | بانک صنایع ایران                          |       |        | ادغام در بانک تجارت                         | بعد از ملی شدن بانک‌ها توسط شورای انقلاب در خرداد ۱۳۵۸، در بانک تجارت ادغام شد.                           |      |
| ۲۲   | بانک عمران                                | ۱۳۳۱  | ۱۳۵۸   | ادغام در بانک ملت                           | بعد از ملی شدن بانک‌ها توسط شورای انقلاب در خرداد ۱۳۵۸، با ادغام در چند بانک‌ دیگر، بانک ملت ایجاد شد.     |      |
| ۲۳   | موسسه اعتباری کوثر                        | ۱۳۸۸  | ۱۳۹۷   | ادغام در بانک سپه                           | مُنحل شُده در ۱۱ اسفند ۱۳۹۷، بر اساس مصوبات شورای پول و اعتبار و شورای عالی هماهنگی اقتصادی (سران سه قوه). |      |
| ۲۴   | بانک فرهنگیان                             |       |        | ادغام در بانک ملت                           | بعد از ملی شدن بانک‌ها توسط شورای انقلاب در خرداد ۱۳۵۸، با ادغام در چند بانک‌ دیگر، بانک ملت ایجاد شد.     |      |
| ۲۵   | بانک قوامین                               | ۱۳۹۱  | ۱۳۹۷   | ادغام در بانک سپه                           | مُنحل شُده در ۱۱ اسفند ۱۳۹۷، بر اساس مصوبات شورای پول و اعتبار و شورای عالی هماهنگی اقتصادی (سران سه قوه). |      |
| ۲۶   | بانک کار                                  |       |        | ادغام در بانک تجارت                         | بعد از ملی شدن بانک‌ها توسط شورای انقلاب در خرداد ۱۳۵۸، در بانک تجارت ادغام شد.                           |      |
| ۲۷   | بانک مهر اقتصاد                           | ۱۳۹۱  | ۱۳۹۷   | ادغام در بانک سپه                           | مُنحل شُده در ۱۱ اسفند ۱۳۹۷، بر اساس مصوبات شورای پول و اعتبار و شورای عالی هماهنگی اقتصادی (سران سه قوه). |      |